# بيلور قلقوان
بيلور قلقوان (2 نوفمبر 1962-15 أكتوبر 2022)، هي ممثلة تركية.

## حياتها
```
ولدت وعاشت بمدينة 
إسطنبول
 حتى أنهت المدرسة الثانوية. سافرت إلى الولايات المتحدة لكمل دراستها هناك وحصلت على دورات في علم النفس من جامعة UCLA. حصلت على دورها أول في السينما سنة 
1969م
 في فيلم لديها عوالم منفصلة كان دورا وهي في السابعة من عمرها وكان دوراً مميز لطفلة صغيرة ذات السبع سنوات. في سنة 
1980م
 ظهرت لأول مرة على خشبة المسرح، وفي سنة 
2011م
 بدأت الظهور في الإعلانات التجارية وقدمت برنامج يناقش الحياة الجنسية، كما إنها ظهرت على شاشات التلفزيون وعملت بالدراما التلفزيونية وشاركت في بطولة عدد من المسلسلات.
```

## وفاتها
توفيت في 15 أكتوبر 2022 في إحدى المستشفيات، بعد صراع مع مرض سرطان الرئة.

## روابط خارجية
- بيلور قلقوان على موقع IMDb (الإنجليزية)